# Sons of Otis
Sons of Otis ist eine Stoner-Doom-Band aus Toronto, Kanada, welche 1992 von Ken Baluke gegründet wurde.

## Geschichte
Von der Untergrund-Musik dieser Zeit beeinflusst (Melvins, Fudge Tunnel, Shallow North Dakota), veröffentlichte die Band ihr erstes Album Paid to Suffer im Jahr 1994. Die darauf folgenden Alben sind zunehmend von psychedelischen Sounds geprägt, was zu unmittelbaren Assoziationen mit der Stoner Rock und Doom Szene führte.
Die Gruppe erlebte elf Schlagzeuger und musste zeitweise auf ein Rhythmusgerät zurückgreifen, sowohl bei Aufnahmesessions als auch auf der Bühne. Alle bis 2007 erschienenen Alben der Formation wurden über heute nicht mehr existente Labels vertrieben.
Das Album Exiled wurde im Februar 2009 über Small Stone Records veröffentlicht, ebenso wie das im August 2012 herausgebrachte Seismic.

## Diskografie

### Alben
- 1996: Spacejumbofudge (Hypnotic Records)
- 1999: Temple Ball  (Man’s Ruin Records)
- 2001: Songs for Worship (The Music Cartel)
- 2005: X (Small Stone Records)
- 2009: Exiled (Small Stone Records)
- 2012: Seismic (Small Stone Records)
- 2018: Live in Den Bosch (Totem Cat Records)
- 2020: Isolation (Totem Cat Records)

### Singles und EPs
- 1994: Paid to Suffer (Selbstveröffentlichung)
- 2002: Untitled (The Music Cartel)
- 2007: Tales of Otis / Oxazejam (Concrete Lo-Fi Records) Split mit Queen Elephantine